# هفت‌بالگان
هفت‌بالگان (نام علمی: Heptapteridae) نام یک تیره از راسته گربه‌ماهی‌سانان است.